# Я бачу (фільм)
«Я Бачу» (англ: I See) — український повнометражний документальний фільм 2015 року режисерки Ольги Фразе-Фразенко. Фільм розповідає історію місячної мандрівки людей з порушенням зору Україною на велосипедах-тандемах. Перший український документальний фільм, оснащений тифлокоментарем.

## Зйомки
Зйомки фільму тривали протягом липня 2015 року.
Тифлокоментар був створений у 2016 році.

## Прем'єра
Прем'єра фільму відбулася 25 листопада 2015 року в Штаб-квартирі ООН в Нью-Йорку. В 2016—2017 роках фільм демонструвався в кінотеатрах України.